# Wspólnota administracyjna Dirlewang
Wspólnota administracyjna Dirlewang – wspólnota administracyjna (niem. Verwaltungsgemeinschaft) w Niemczech, w kraju związkowym Bawaria, w rejencji Szwabia, w regionie Donau-Iller, w powiecie Unterallgäu. Siedziba wspólnoty znajduje się w miejscowości Dirlewang. Powstała 1 maja 1978.
Wspólnota administracyjna zrzesza jedną gminę targową (Markt) oraz trzy gminy wiejskie (Gemeinde): 
- Apfeltrach, 900 mieszkańców, 15,03 km²
- Dirlewang, gmina targowa, 2 033 mieszkańców, 23,30 km²
- Stetten, 1 404 mieszkańców, 15,71 km²
- Unteregg, 1 348 mieszkańców, 23,70 km²